# Kalkflachmoor mit Naßwiese nordwestlich Egerer

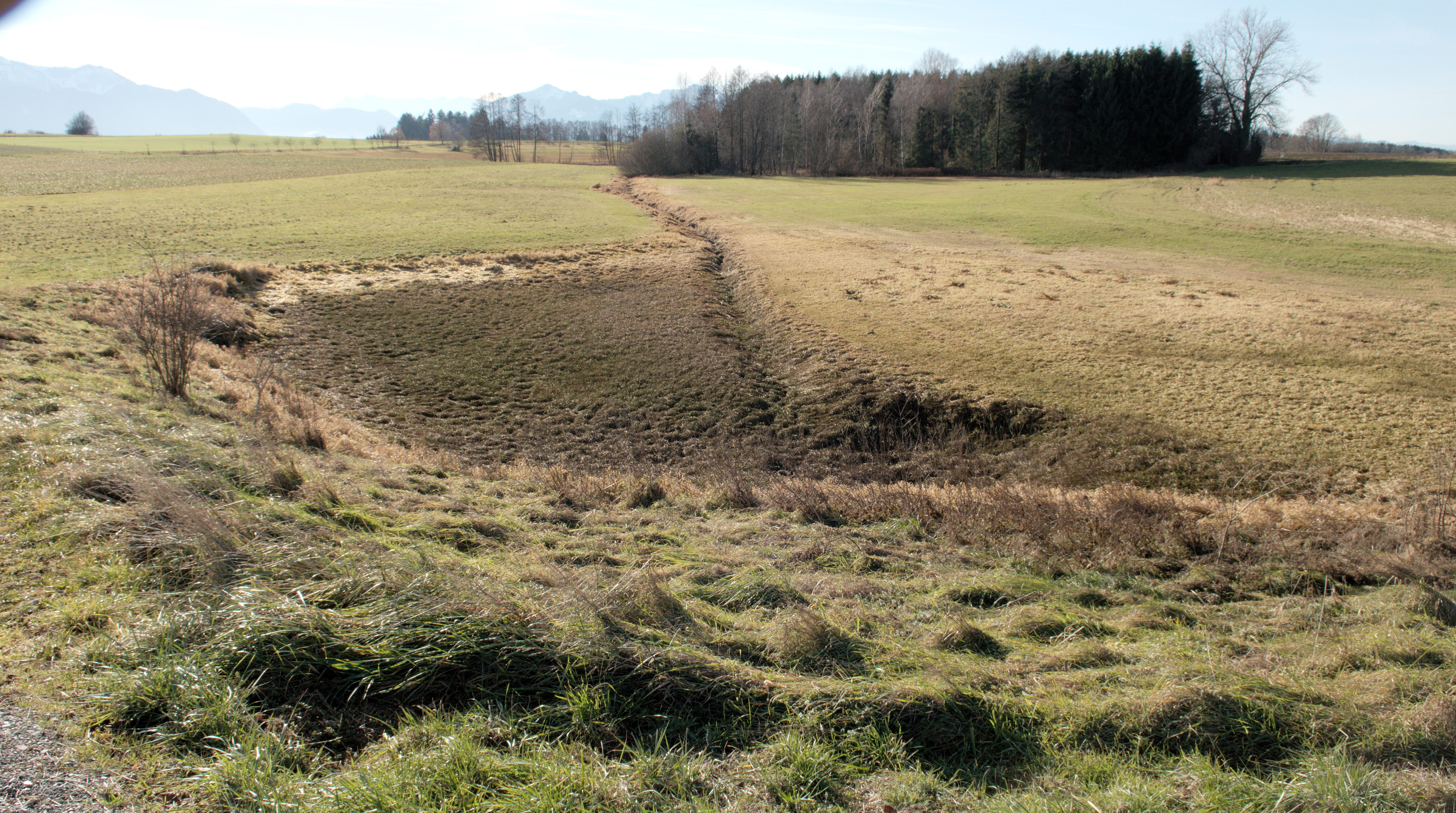
Kalkflachmoor bei Egerer
(Blick von Ost nach West)
ND-00128

Das Kalkflachmoor mit Nasswiese nordwestlich Egerer in der Gemeinde Chieming ist ein 2,8 ha großes flächenhaftes Naturdenkmal im Landkreis Traunstein.
Es erhielt im August 1982 durch Verordnung des Landratsamtes Traunstein den Schutzstatus und wird unter der Nummer ND-00128 gelistet.
Das Moor ist vom Bayerischen Landesamt für Umwelt (LfU) unter der Bezeichnung Moor NW von Egerer als geowissenschaftlich bedeutendes Geotop (Geotop-Nummer: 189R004) ausgewiesen.

## Beschreibung
Das Naturdenkmal (ca. 350 m lang) liegt in einer SW-NO ausgerichteten Geländemulde und lässt sich in drei Teile gliedern. Im Westen ist der nördlich Anteil ein bewaldetes Moor, der südliche Teil eine Nasswiese, die als Streuwiese genutzt wird. Im Osten schließt sich Grünland an, in dessen Mitte ein Entwässerungsgraben im Osten mit der im Bereich des Grundwassers liegenden Versickerungsstelle abschließt.

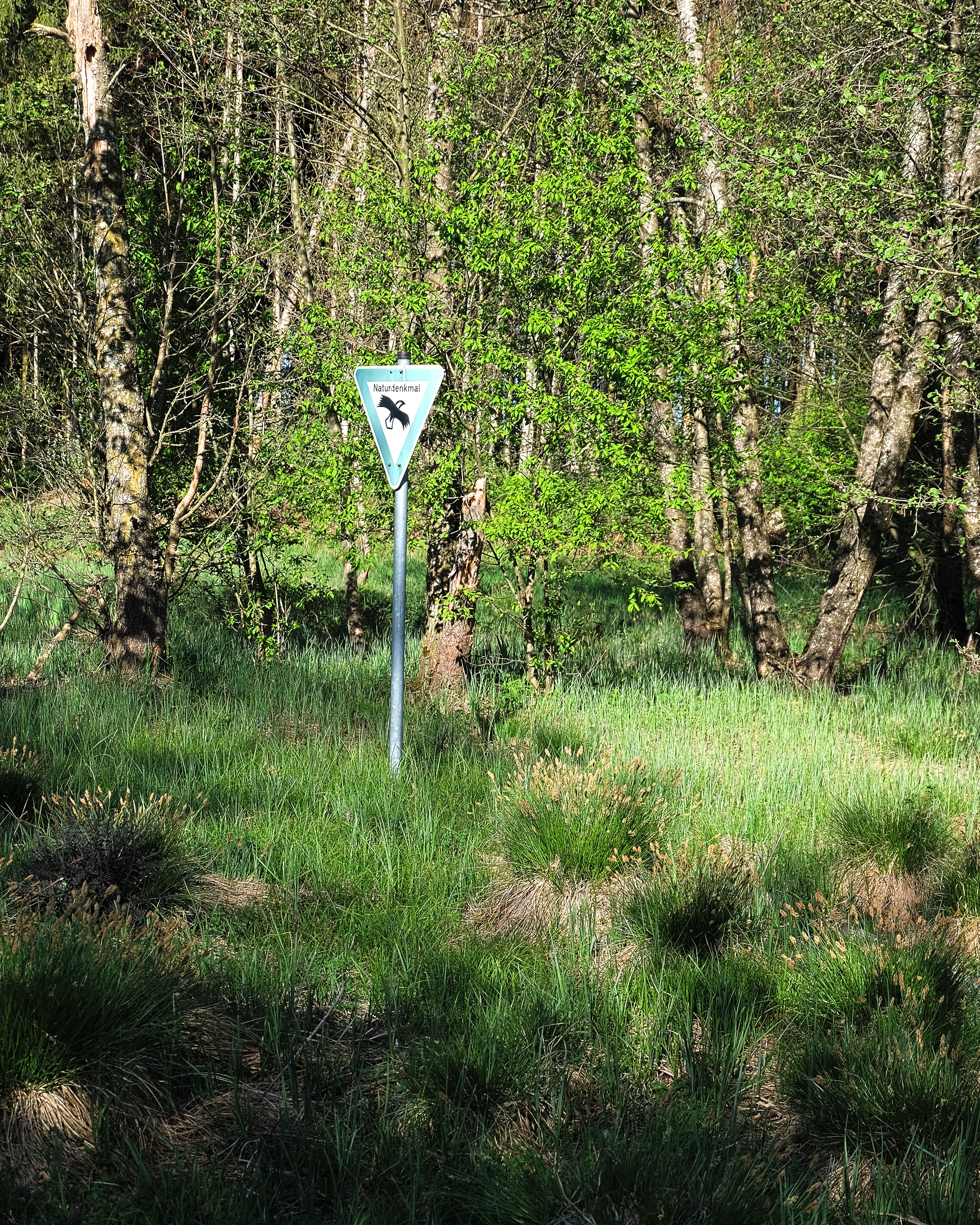
Bewaldetes Moor
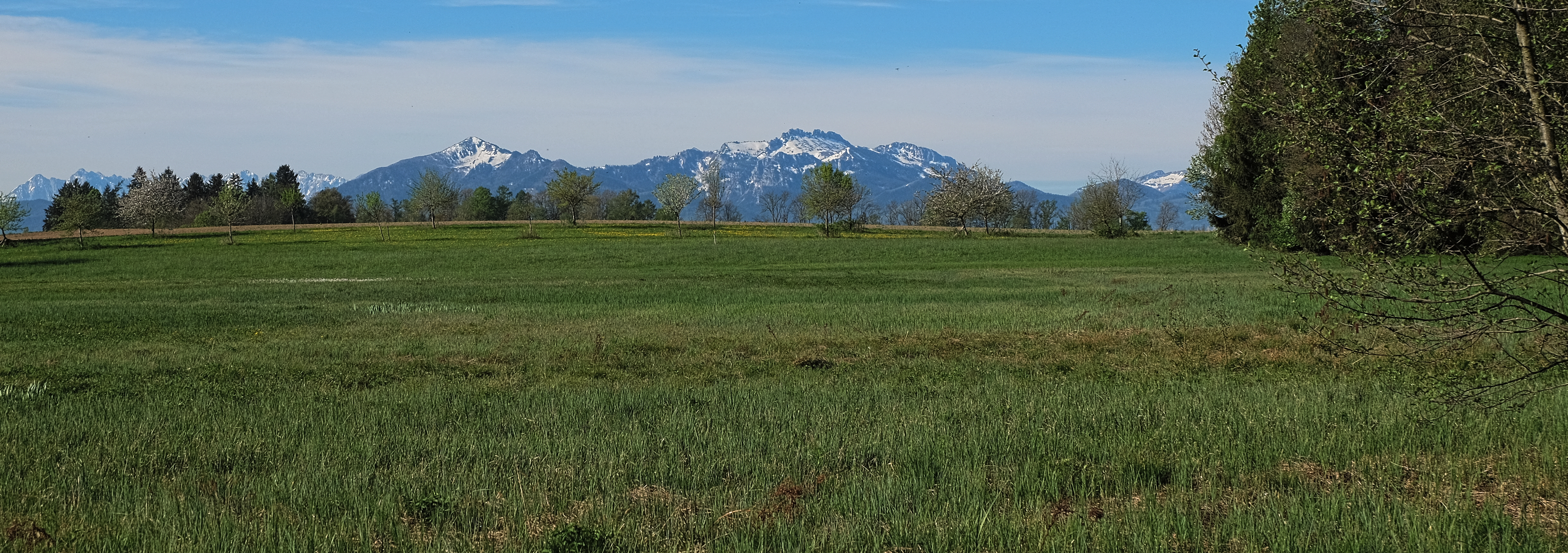
Nasswiese
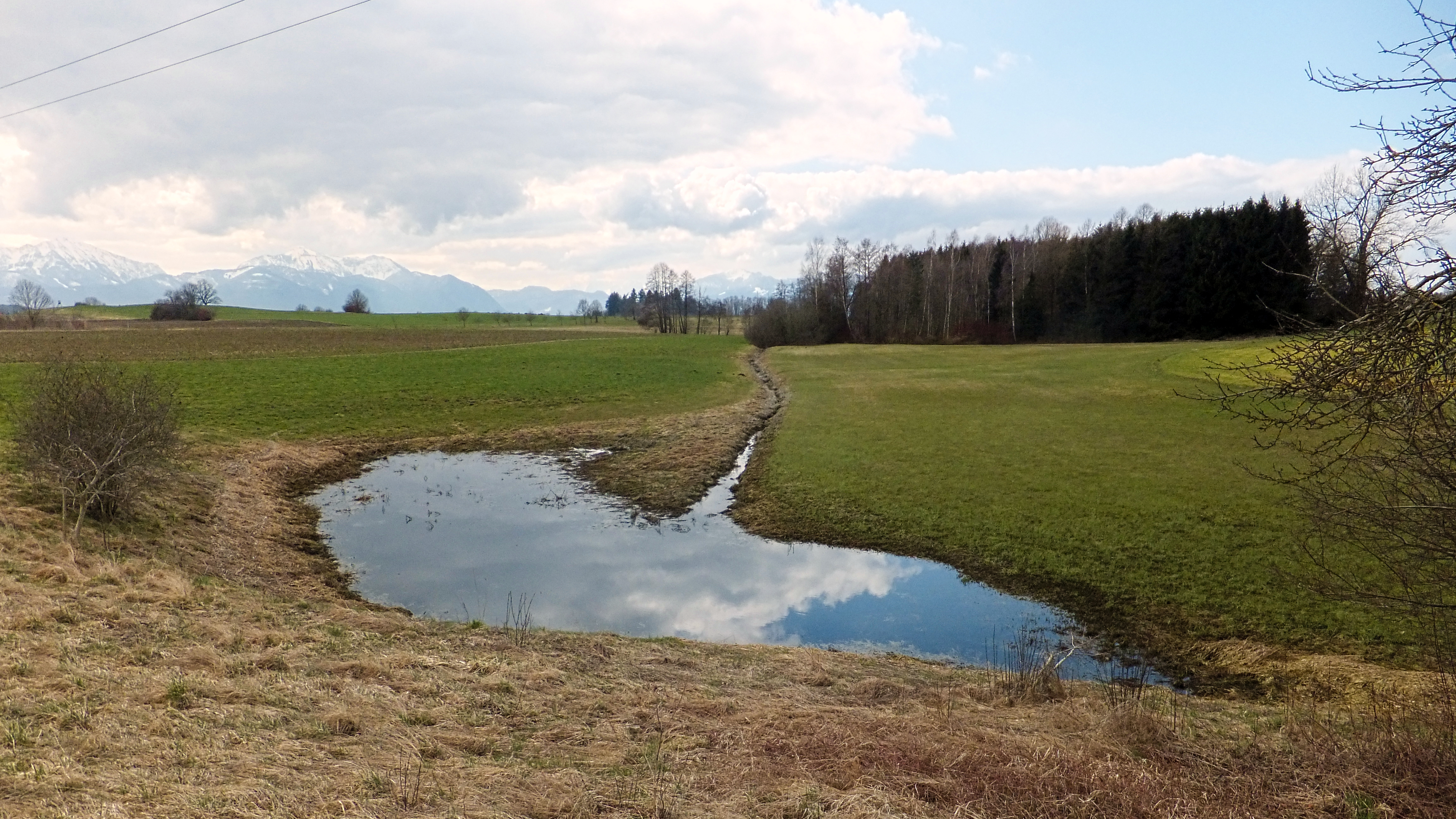
Versickerungsstelle

## Geologie

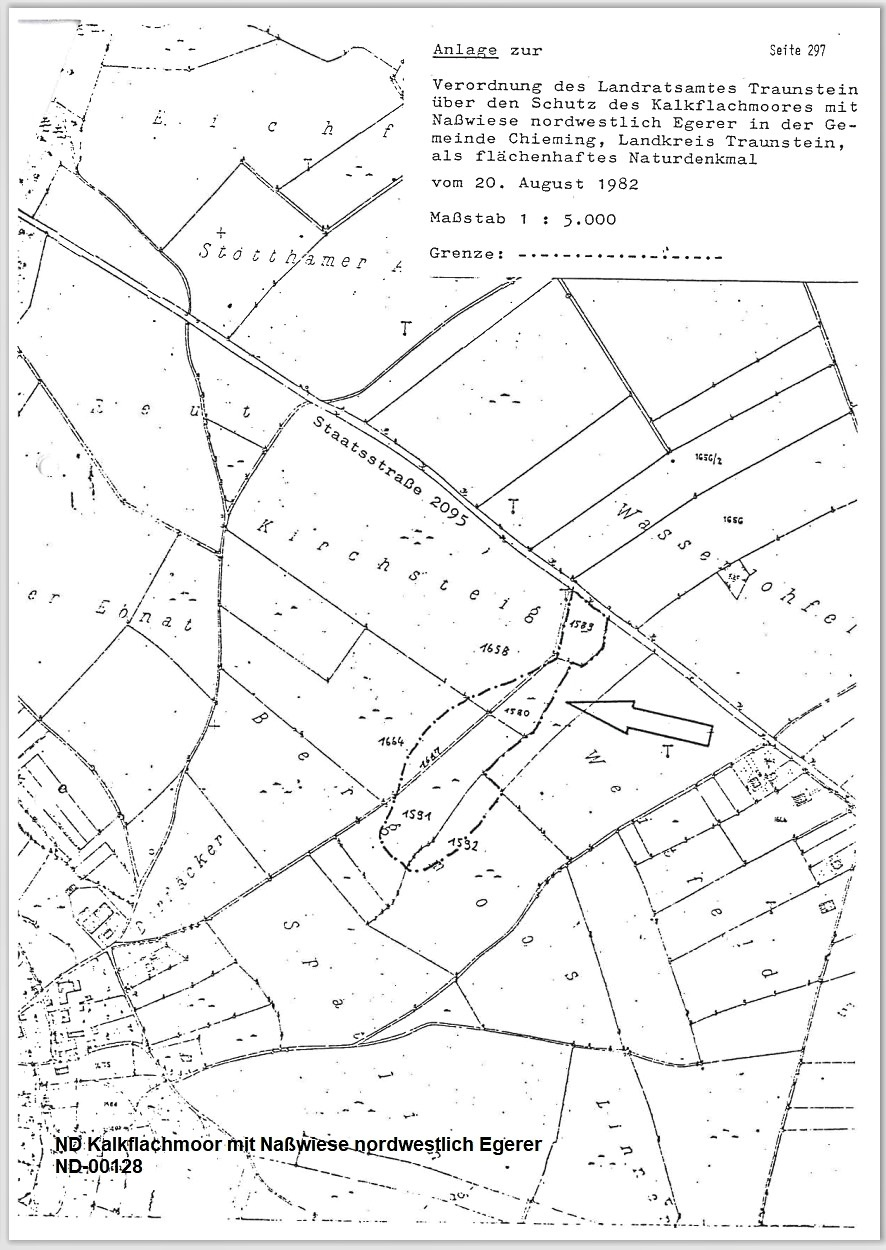
Lageplan Amtsblatt

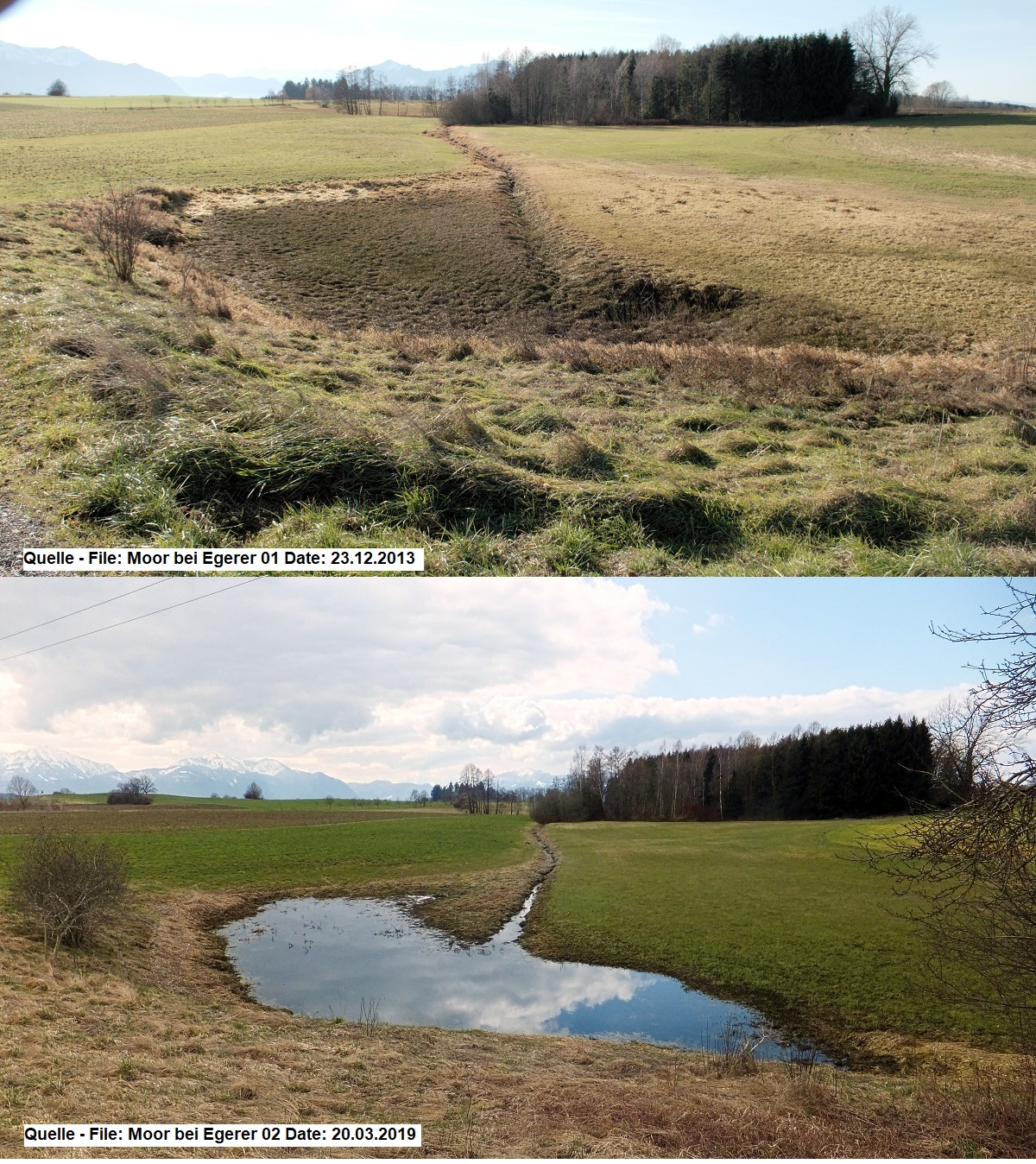
Blick auf die östliche Versickerungsstelle mit unterschiedlichen Wasserständen

Das Schutzgebiet liegt in der Unterbrechung eines in Richtung NW-SO liegenden Seitenmoräne des würmzeitlichen Vorlandeisfächer (Inn-Chiemsee-Gletscher) auf 533 m.
In den Erläuterungen zu der Geologischen Karte von Bayern wird das Moor unter dem Namen Bergmoos beschrieben.
- Ein durch Grundwasseraustritt in flacher Mulde entstandenes Niedermoor
- Die umgebenden Hänge sind stark vernässt und weisen Bewuchs mit Seggen aus
- Standort von Sibirische Schwertlilie
- Entwässerung nach Nordosten, das Wasser versickert
- Niedermoor mit der Mächtigkeit >1 m

In der Kurzbeschreibung des Geotopes Moor NW von Egerer wird erwähnt.
- Das Kalkflachmoor liegt im langfristigen Schwankungsbereich des Grundwassers.